# Benzú

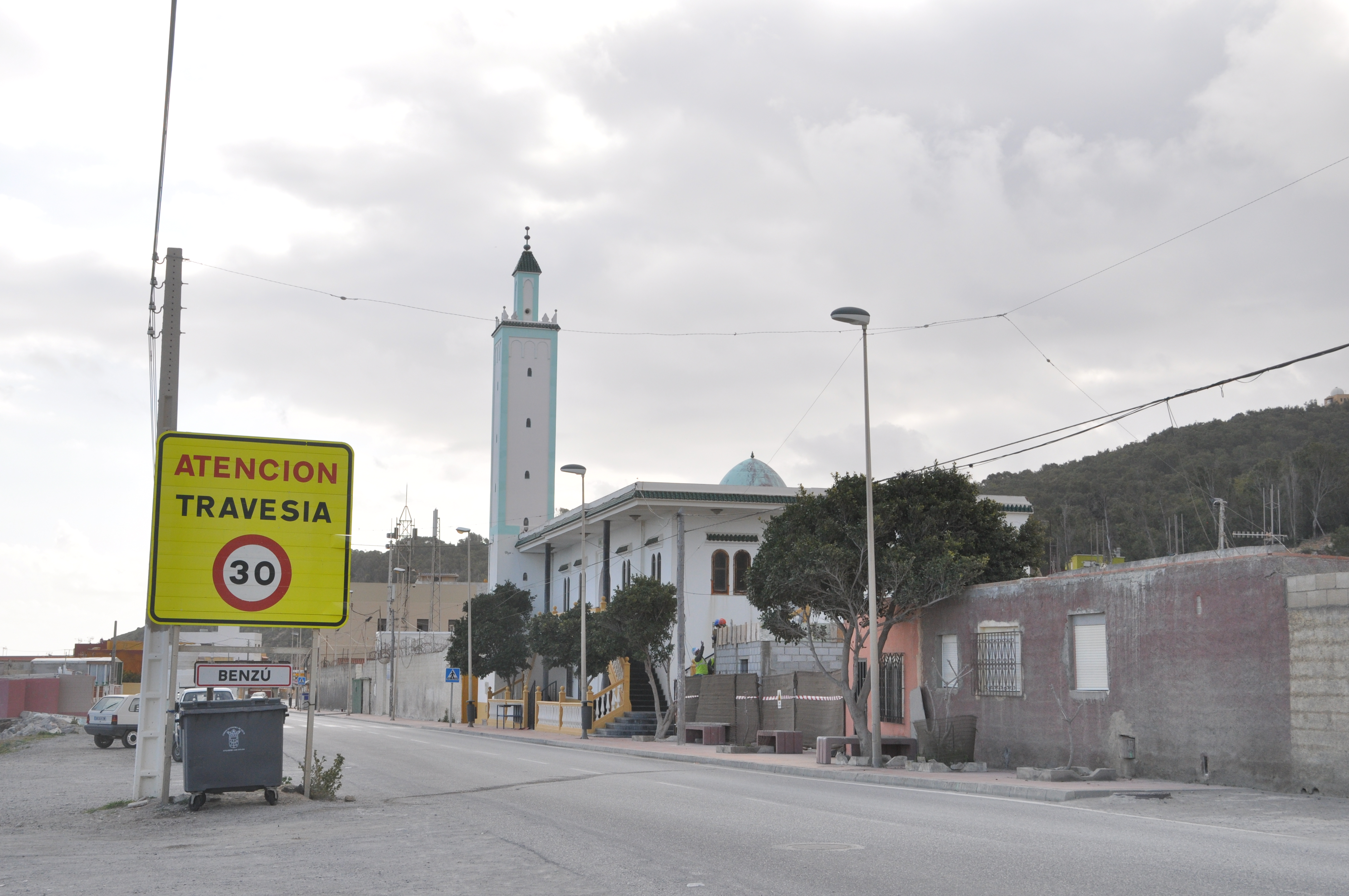
Une mosquée à Benzú.

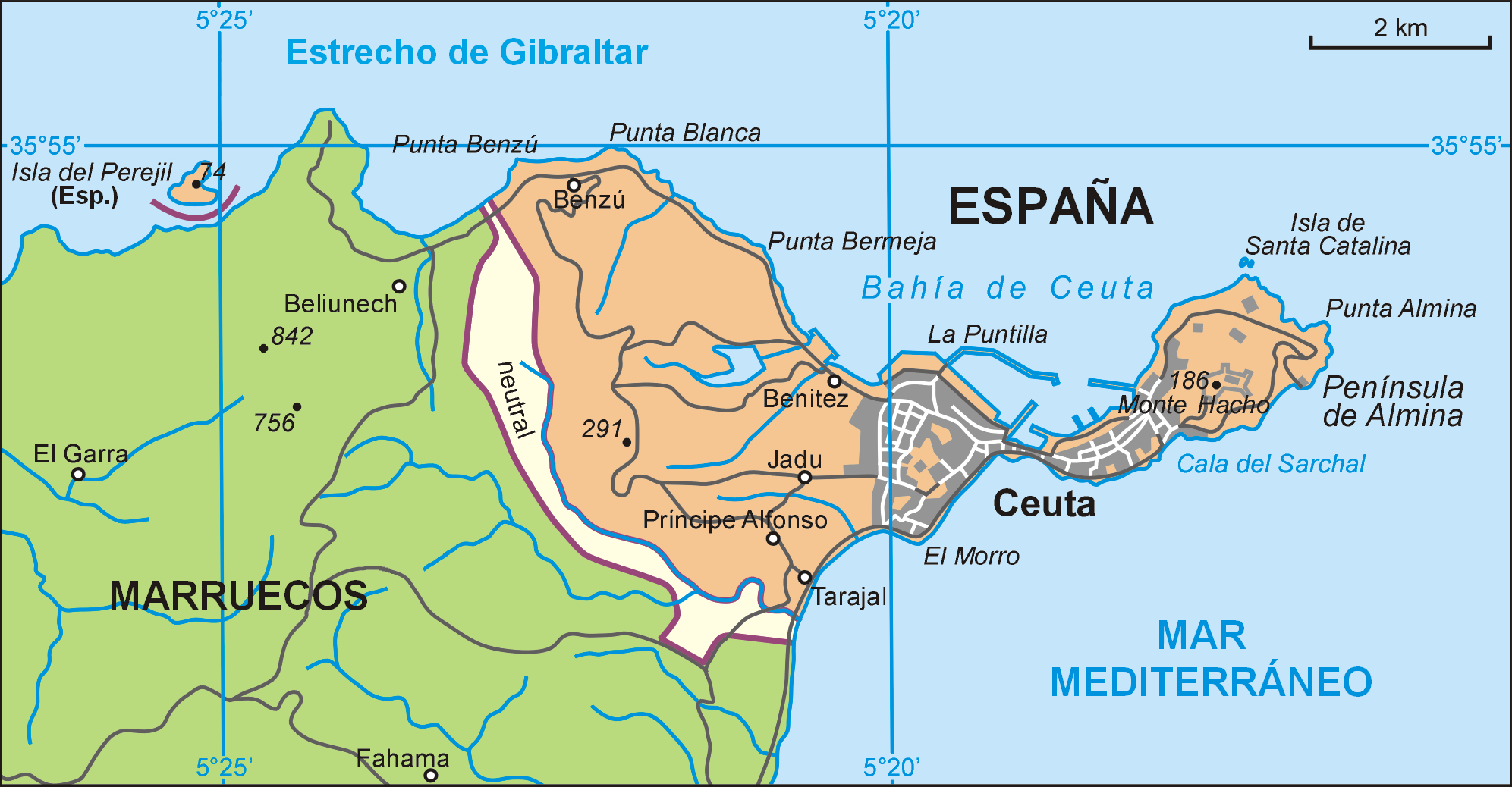
Situation de Benzú.

Benzú est une localité espagnole située au nord-ouest de l'enclave espagnole de Ceuta. Au recensement de 2011, elle avait 1 987 habitants.